# Костешты-Стынка
Костешты-Стынка (рум. Lacul Stânca - Costești) — водохранилище на границе Молдавии и Румынии, образованное на реке Прут в 1973—1978 годах. Является вторым по величине водохранилищем Румынии. Румынская территория водоёма является специальной охранной зоной (англ. special protection area, SPA), входящей в сеть природоохранных зон Natura 2000 как место обитания редких видов птиц (образована Постановлением правительства Румынии № 1284 от 24 октября 2007 года).

## География
Образовано плотиной, построенной в 580 километрах вверх по течению реки Прут от места впадения её в Дунай. Плотина построена в 1973—1978 годах для нужд гидроэлектростанции Костешты-Стынка. Высота плотины составляет 47 метров, длина — 3000 метров. Средняя глубина водоёма — 24 метра, площадь его зеркала — 59 км². При обычном уровне водохранилище вмещает 735 млн м³ воды, её расход в секунду равен 82,9 кубометрам, что эквивалентно 2,6 км³ в год. Площадь речного бассейна, питающего водохранилище, составляет около 12 тысяч квадратных километров. 70 процентов прибрежной территории занимают сельскохозяйственные земли, ещё 17 — многолетние культуры; оставшаяся часть приходится на долю лесов и городских зон.
В водохранилище помимо Прута впадают молдавские реки Чугур, Чугурец, Ханкауцы, Драдиште и Раковец.

## Орнитофауна
На территории природоохранной зоны встречаются следующие виды птиц, из перечисленных в Приложении I Директивы Европейского Совета от 30 ноября 2009 года о сохранении диких птиц: жёлтая цапля (Ardeola ralloides), рыжая цапля (Ardea purpurea), малая выпь (Ixobrychus minutus), обыкновенная кваква (Nycticorax nycticorax), большой подорлик (Aquila clanga), малый подорлик (Aquila pomarina), обыкновенный зимородок (Alcedo atthis), могильник (Aquila heliaca), серый гусь (Anser anser), чирок-свистунок (Anas crecca), красноносый нырок (Netta rufina), кряква (Anas platyrhynchos), чирок-трескунок (Anas querquedula), широконоска (Anas clypeata), красноголовый нырок (Aythya ferina), хохлатая чернеть (Aythya fuligula), морская чернеть (Aythya marila), обыкновенный гоголь (Bucephala clangula), краснозобая казарка (Branta ruficollis), обыкновенный канюк (Buteo buteo), мохноногий канюк (Buteo lagopus), белый аист (Ciconia ciconia), чёрный аист (Ciconia nigra), лебедь-кликун (Cygnus cygnus), лебедь-шипун (Cygnus olor), змееяд (Circaetus gallicus), болотный лунь (Circus aeruginosus), полевой лунь (Circus cyaneus), степной лунь (Circus macrourus), луговой лунь (Circus pygargus), белощёкая болотная крачка (Chlidonias hybrida), чёрная болотная крачка (Chlidonias niger), морянка (Clangula hyemalis), сирийский дятел (Dendrocopos syriacus), малая белая цапля (Egretta garzetta), большая белая цапля (Ardea alba), кобчик (Falco vespertinus), обыкновенная пустельга (Falco tinnunculus), дербник (Falco columbarius), лысуха (Fulica atra), краснозобая гагара (Gavia stellata), чернозобая гагара (Gavia arctica), орлан-белохвост (Haliaeetus albicilla), орёл-карлик (Aquila pennata), ходулочник (Himantopus himantopus), озёрная чайка (Larus ridibundus), хохотунья (Larus cachinnans), малая чайка (Larus minutus), обыкновенный жулан (Lanius collurio), чернолобый сорокопут (Lanius minor), луток (Mergellus albellus), большой крохаль (Mergus merganser), средний крохаль (Mergus serrator), золотистая щурка (Merops apiaster), красношейная поганка (Podiceps auritus), осоед (Pernis apivorus), скопа (Pandion haliaetus), золотистая ржанка (Pluvialis apricaria), турухтан (Philomachus pugnax), малый баклан (Microcarbo pygmaeus), большой баклан (Phalacrocorax carbo), большая поганка (Podiceps cristatus), серощёкая поганка (Podiceps grisegena), шилоклювка (Recurvirostra avosetta), фифи (Tringa glareola).